# Sericulus aureus
Sericulus aureus е вид птица от семейство Ptilonorhynchidae.

## Разпространение
Видът е разпространен в Индонезия и Папуа Нова Гвинея.